# Las Cruces
Las Cruces (spanisch für „die Kreuze“) ist mit rund 111.385 Einwohnern die zweitgrößte Stadt des US-Bundesstaates New Mexico (nach Albuquerque und noch vor der Hauptstadt Santa Fe). Sie liegt unweit der mexikanischen Grenze im Doña Ana County und ist Sitz der Countyverwaltung (County Seat).

## Lage
Las Cruces liegt im Süden des Bundesstaates New Mexico im Mesilla Valley der Chihuahua-Wüste knapp 1200 Meter über Normalnull. Durch die westlichen Stadtteile fließt der Rio Grande nach Süden in Richtung El Paso (Texas). Landschaftlich wird die Sicht von den über 2000 Meter hohen Organ Mountains etwa 15 Kilometer östlich beherrscht. Der geologisch bedeutende White-Sands-Nationalpark liegt ca. 60 Kilometer östlich von Las Cruces in Richtung Alamogordo.

## Geschichte
Angeführt von Francisco Vásquez de Coronado kam in den frühen 1500er Jahren eine erste spanische Expedition in die Gegend des späteren Las Cruces. 1598 kamen die ersten Siedler an; die enorme Hitze und Trockenheit sowie Angriffe von Apachen, die ihr Territorium verteidigten, kosteten allerdings viele von ihnen das Leben. Einer der Angriffe der Indianer soll dem Namen der Stadt zugrunde liegen: Nach diesem Angriff markierten die überlebenden Siedler die Gräber der Toten mit Kreuzen. Dieser Ort, La Placita de Las Cruces (englisch The Place of The Crosses), wurde später (1849) die erste Siedlung des heutigen Las Cruces.
In den Jahrzehnten nach dem ersten Gefecht wechselten die Machthaber über das umgebende Tal des Rio Grande mehrmals. Die Pueblo-Indianer besiegten die spanischen Siedler noch einmal im Jahr 1680, bis sie 1692 endgültig zurückgeschlagen wurden. Über hundert Jahre später stürzten mexikanische Revolutionäre die spanischen Machthaber. Mit Errichtung der Republik Mexiko stand auch Las Cruces unter mexikanischer Kontrolle. Durch den Mexikanisch-Amerikanischen Krieg in den späten 1840er Jahren und den Vertrag von Guadalupe Hidalgo 1848 verlor Mexiko wieder große Teile seiner nördlichen Gebiete, darunter auch das Gebiet des heutigen Las Cruces, das 1849 von der ankommenden United States Army gegründet wurde.
Um 1878 hielt sich in Las Cruces zeitweise Billy the Kid auf, der später vom Sheriff des Doña Ana County, Pat Garrett, erschossen wurde.
Als die Atchison, Topeka and Santa Fe Railway das Gebiet erreichte, verweigerten die Landeigentümer der damals größeren Siedlung Mesilla dem Eisenbahnunternehmen das benötigte Land, während die Einwohner von Las Cruces dieses bereitwillig gewährten und die Stadt zu einem Haltepunkt wurde. Dadurch wuchs sie ab der Eröffnung der Bahnstrecke 1881 schneller, wenn auch nicht so rasant wie andere Orte. Mit der Gründung der New Mexico State University in Las Cruces 1888 wuchs die Stadt weiter. In den letzten Jahren des 19. Jahrhunderts gewann der Ort als Stützpunkt zur Versorgung von Minenbetreibern und Soldaten des nahe gelegenen Fort Selden an Bedeutung.
Las Cruces wurde 1946 zur Stadt erhoben. Mit der Etablierung von Militärstützpunkten in der Umgebung, darunter dem Raketenstandort White Sands Missile Range 1944, erlebte die Stadt einen weiteren Aufschwung und Bevölkerungswachstum.

## Einwohnerentwicklung
| Jahr | Einwohner |
| ---- | --------- |
| 1980 | 45.086    |
| 1990 | 62.360    |
| 2000 | 74.267    |
| 2005 | 82.671    |
| 2010 | 97.618    |
| 2020 | 111.385   |

## Bildung und Wirtschaft
In Las Cruces hat die New Mexico State University (NMSU) ihren Sitz. Die Landwirtschaft der Umgebung wird durch den Anbau scharfen Chilis geprägt. An der NMSU befindet sich das Chile Pepper Institute, welches sich mit der Züchtung von scharfem Chili der Gattung Capsicum chinense beschäftigt und so Grundlagen für den regionalen Chilianbau schaffen, welche beispielsweise die benachbarte Kleinstadt Hatch (New Mexico) zur Chili-Hochburg machen.
Etwa 30 Kilometer östlich von Las Cruces befindet sich die White Sands Missile Range, der größte Arbeitgeber der Stadt.
Las Cruces ist der Sitz der Virgin Galactic, des ersten kommerziellen Anbieters von touristischen suborbitalen Weltraumflügen.

## Verkehr
Die Stadt besitzt mit dem Las Cruces International Airport einen internationalen Flughafen mit drei Start- und Landebahnen, der aber seit 2005 nicht mehr von Linienflügen bedient wird. Er liegt an der Interstate 10, etwa 13 Kilometer westlich der Innenstadt. In der Nähe der Stadt beginnt die Interstate 25.

## Partnerstädte
Las Cruces hat mit Nienburg/Weser in Niedersachsen eine Städtepartnerschaft vereinbart. Eine weitere besteht zur Ciudad Lerdo im mexikanischen Bundesstaat Durango.

## Religion
Das römisch-katholische Bistum Las Cruces hat seinen Sitz in Las Cruces.

## Trivia
Der deutsche Thriller Fleisch von 1979 mit Jutta Speidel und Wolf Roth spielt teilweise in Las Cruces. Die Aufnahmen am Motel „Honeymoon Inn“ entstanden an der Adresse „3995 West Picacho Avenue“, am westlichen Rand der Stadt.

## Söhne und Töchter der Stadt
- William Bowers (1916–1987), Journalist und Drehbuchautor
- Jerry Apodaca (1934–2023), Politiker; von 1975 bis 1979 Gouverneur von New Mexico
- Warren L. Wagner (* 1950), Botaniker
- Constancio Miranda Weckmann (* 1952), Erzbischof von Chihuahua
- Pamela Burford (* 1954), Schriftstellerin
- Lenny Pickett (* 1954), Jazz- und Studiomusiker
- Patricia Ryan (* 1954), Schriftstellerin
- Janice McGeachin (* 1963), Politikerin
- Anwar al-Awlaki (1971–2011), islamistischer Aktivist
- Austin Trout (* 1985), Profiboxer
- Edgar Castillo (* 1986), Fußballspieler
- Taylor Lytle (* 1989), Fußballspielerin
- André Roberson (* 1991), Basketballspieler
- Shawnacy Barber (1994–2024), kanadischer Stabhochspringer